# Ганс Вальдманн
Ганс Петер «Такса» Вальдманн (нім. Hans Peter "Dackel" Waldmann; 24 вересня 1922, Брауншвейг — 18 березня 1944, Шварценбек) — німецький льотчик-ас винищувальної авіації, оберлейтенант люфтваффе. Кавалер Лицарського хреста Залізного хреста.

## Біографія
На початку 1940 року вступив добровольцем в люфтваффе. Після закінчення льотних курсів 21 серпня 1942 року зарахований в 6-у ескадрилью 52-ї винищувальної ескадри. Учасник Німецько-радянської війни. Свою першу перемогу здобув 7 вересня 1942 року. До 3 листопада 1942 року на його рахунку були 10, до 22 грудня — 20 збитих літаків. 12 лютого 1943 року протягом одного дня збив 4 радянські літаки (загальний рахунок його перемог склав 28). 6 липня 1943 року збив свій 50-й літак, а 4 серпня — ще 4 літаки (загальна кількість перемог досягла 66). 1 вересня 1943 року Вальдманн, який мав на своєму рахунку 84 збиті літаки, переведений інструктором у навчальну винищувальну групу «Схід», дислоковану в Сен-Жан-д'Анжелі. Наприкінці лютого 1944 року направлений в 4-у ескадрилью 52-ї винищувальної ескадри. 11 квітня 1944 року збив 3 радянські літаки (загальна кількість перемог збільшилася до 100). З 17 квітня 1944 року — командир 4-ї ескадрильї (на той час він збив 125 радянських літаків), яка в серпні 1944 року була перейменована на 8-у ескадрилью 3-ї винищувальної ескадри і перекинута в Ножан-ле-Руа, на південний захід від Парижа. В боях над Францією здобув 7 перемог. З 25 листопада 1944 року — командир 1-ї групи 7-ї винищувальної ескадри, літав на Ме.262. 18 березня 1944 року потрапив в аварію (його літак був протаранений іншим Ме.262), не зміг відкрити парашут і розбився.
Всього за час бойових дій здійснив 527 бойових вильотів і збив 136, в тому числі 125 радянських (з них 32 Іл-2), а також знищив 33 автомобілі.

## Нагороди
- Нагрудний знак пілота
- Залізний хрест
  - 2-го класу (25 вересня 1942)
  - 1-го класу (11 листопада 1942)
- Авіаційна планка винищувача в золоті з підвіскою «500»
  - в золоті (1 лютого 1943)
- Почесний Кубок Люфтваффе (15 березня 1943)
- Німецький хрест в золоті (17 квітня 1943)
- Лицарський хрест Залізного хреста (5 лютого 1944) — за 84 перемоги

Ніколаус фон Белов представив Вальдманна до нагородження дубовим листям до Лицарського хреста Залізного хреста, проте невідомо, чи він був нагороджений.